# Мидлсбро
Мидлсбро (енгл. Middlesbrough) је град у Уједињеном Краљевству у Енглеској у у грофовији Северни Јоркшир. Смештен је на јужној обали реке Тиз. Према процени из 2007. у граду је живело 142.393 становника.

## Становништво
Према процени, у граду је 2008. живело 142.393 становника.
| 1981.   | 1991.   | 2001.   |
| ------- | ------- | ------- |
| 158.516 | 147.430 | 142.691 |

## Партнерски градови
- Оберхаузен
- Машвинго
- Денкерк